# Giovanni Villani
Giovanni Villani (Florència, abans de 1275 - 1348) fou un mercader, historiador, diplomàtic i cronista florentí considerat un dels més grans cronistes de la seva època.
Descendent d'una bona família rica de mercaders, començà la seva vida fent de mercader, però gràcies a les seves aptituds econòmiques, representà als banquers Peruzzi i Bonaccorsi.
De jove va ampliar les fronteres comercials de la família i arribaria inclòs fins als Països Baixos. Llavors també començaria la seva carrera política gràcies a ser un dels membres més rics de Florència. En diferents ocasions fou el Prior de Florència i treballà en la direcció de l'encunyació de monedes i introduint importants canvis econòmics. Va conèixer a tots els grans personatges de la història a Itàlia, tant de Florència, com de Nàpols, Roma, Mòdena, Úmbria, Ligúria o Piemont. Negocià amb les cases reials de França, Anglaterra i Nàpols o també coneguda llavors com a regne de Sicília.
En 1341 fou fet presoner per Ferrara i serví de garantia pel compliment del compromís pel pagament per la compra de la localitat italiana de Lucca. Villani també va viure una de les crisis econòmiques més importants de la seva època, quan en 1346 la manca de pagament del banc dels Peruzzi, ocasionat per l'impagament dels reis d'Anglaterra i de Sicília, causà que Villani fos engarjolat, morint a la presó en 1348 de Pesta Negra.

## Obra
- Cronica Universale (1300) publicat en 1363, dividit en dotze llibres i en la que ens relata el començament del món dins la història fins a la seva època. Fou famosa la seva obra gràcies al seu estil i per ser una de les fonts històriques més importants i taxada d'excel·lent per molts historiadors.
- Nuova Cronica

Gràcies primer al seu germà Matteo es publicà en 1363 i al seu nebot, Filippo va tornar a publicar la Cronica Universale, en 1410.